# كومسومولسكي (داغستان)
كومسومولسكي (بالروسية: Комсомо́льский) هي منطقة حضرية (بلدة من النمط المدني) تحت الولاية الإدارية لمدينة كيزليار في جمهورية داغستان، روسيا.
حسب إحصاء السكان الروسي لعام 2010، بلغ عدد سكان المدينة 2723.

## النمو السكاني
| السنة | عدد السكان |
| ----- | ---------- |
| 1970  | 2135       |
| 1979  | 2215       |
| 1989  | 2358       |
| 2002  | 2567       |
| 2010  | 2723       |